# Хейз, Даррен
Даррен Стэнли Хейз (англ. Darren Stanley Hayes; род. 8 мая 1972, Брисбен, Австралия) — австралийский певец, поэт и композитор, бывший солист дуэта Savage Garden.

## Биография
Он был самым младшим из трёх детей в семье и самым талантливым. В 11 лет Даррен начал петь в хоре, увлёкся музыкой, слушал местные группы. В школе он был прилежным, ничем не примечательным учеником. Занимался музыкой и регулярно участвовал в школьных театральных постановках.
Потом поступил в педагогический колледж, где отучился два года и выбрал карьеру музыканта. Некто Дэниел Джонс искал вокалиста для своей группы. Даррен Хейз был единственным, кто откликнулся на этот призыв, хотя не имел никакого вокального опыта. «Когда я познакомился с Дэниелом, я словно вернулся домой», — вспоминал позднее Хейз . С первой встречи между ними установилось полное взаимопонимание, а со временем они стали самыми близкими друзьями.
После того, как Savage Garden распались, Даррен Хейз начал сольную карьеру. Дебютный диск «Spin» (2002) он готовил под опекой Уолтера Афанасьеффа, написавшего и спродюсировавшего львиную долю материала. Сингл «Insatiable» стремительно возглавил австралийский чарт и отметился в американском Тор 40. Через два года Даррен выпустил второй альбом «The Tension and the Spark» (2004). Все песни он писал и продюсировал самостоятельно. Однако в коммерческом плане этот альбом пользовался меньшим успехом.
В 2007 году вышел третий альбом «This Delicate Thing We’ve Made», сделанный в стиле синти-поп и состоявший из двух дисков. Альбом занял третье место в австралийских чартах, но сам Даррен впоследствии вспоминал его с разочарованием и называл «странным».
В 2009 году Даррен в дуэте с продюсером Робертом Конли записал и выпустил дуэтный альбом «We Are Smug», который остался малозамеченным.
После этого Даррен по поручению Sony занялся написанием песен для других артистов, но в процессе этого дела внезапно осознал, что пишет песни для себя. В результате вскоре он начал работу над своим четвёртым альбомом «Secret Codes and Battleships», который вышел в 2011 году. Он уже не пользовался таким большим успехом, заняв в чартах Австралии 10 место, но получил тёплый приём критиков, поприветствовавших возвращение Даррена к его знаковому стилю.
В альбоме дуэта Anders|Fahrenkrog (бывший солист группы Modern Talking — Томас Андерс и Йорн-Уве Фаренкрог-Петерсен, продюсер группы Nena) — Two (2011) есть песня No More Tears On The Dancefloor, написанная Дарреном Хейзом в соавторстве.
После концертного тура 2012 года в поддержку «Secret Codes and Battleships» Даррен оставил сцену и начал создавать комедийные подкасты, В 2015 году заявив в одном из выпусков, что покидает музыкальную индустрию. Тем не менее, он часто выкладывал в своих социальных сетях короткие видео со своим пением.
В 2019 году Даррен ненадолго вернулся на сцену с коротким выступлением из двух песен, включая «I Knew I Loved You».
В 2020 году Даррен записал новую версию песни «Truly Madly Deeply» с более драматичной мелодией и немного обновлённым текстом. Видео с его живым студийным исполнением было выложено на YouTube 24 апреля.
В январе 2022 Хейз внезапно очистил свои аккаунты в социальных сетях, а затем объявил о новом сингле «Let’s Try Being in love», который вышел вместе с клипом к нему 26 января в 23:00. В клипе вместе с Хейзом снялся актёр Скотт Эванс (младший брат Криса Эванса). Песня заняла 98 место в британских чартах в течение суток после выхода.
После этого Даррен выпустил еще три сингла, а 7 октября состоялся релиз нового студийного альбома «Homosexual». Он стал первым в дискографии Даррена, записанным им полностью самостоятельно (и вокал, и все инструменты). Критики восприняли альбом очень тепло.

## Личная жизнь
В 1994 году Хейз женился на визажистке Колби Тейлор, его возлюбленной с детства. Они расстались в 1998, и официально развелись в 2000 году. Большинство текстов песен из второго альбома группы Savage Garden, «Affirmation», посвящены их разводу.
В начале 2000-х годов Хейз начал совершать каминг-ауты как гей своим близким и коллегам. 23 июля 2005 года состоялась частная церемония бракосочетания Хейза и его бойфренда, художника Ричарда Каллена, с которым певец познакомился годом ранее. 19 июня 2006 года они вступили в гражданское партнёрство. Вслед за принятием закона о разрешении вступления в брак однополым парам в Калифорнии, они узаконили отношения 15 июля 2013 года.
В мае 2023 года Хейс сообщил о своём расставании с Калленом.

## Дискография
1. Spin (2002) #35 США, #2 Великобритания, #3 Австралия
2. The Tension and the Spark (2004) #13 Великобритания, #8 Австралия
3. This Delicate Thing We’ve Made (2007)
4. We Are Smug (2009) (дуэт с Робертом Конли)
5. Secret Codes And Battleships (2011)
6. Homosexual (2022)

## Синглы
Из альбома Spin:
- Insatiable (2002)
- Strange Relationship (2002)
- I Miss You (2002)
- Crush (1980 Me) (2002)

Из альбома The Tension And The Spark:
- Popular (2004)
- Darkness (2004)

Из релиза Truly Madly Completely: The Best Of Savage Garden (альбом Savage Garden)
- So Beautiful (2005)

Из альбома This Delicate Thing We’ve Made:
- On The Verge of Something Wonderful (2007)
- Who Would Have Thought (2007)
- Me Myself and (i) (2007)
- Casey (2008)

Из альбома Secret Codes And Battleships:
- Talk Talk Talk (2011)
- Black Out The Sun (2011) — single for the UK & World (minus Australia)
- Bloodstained Heart (2011) — single for Australia
- Stupid Mistake (2012)

Из альбома Homosexual:
- Let’s Try Being In Love (2022)
- Do You Remember? (2022)
- Poison Blood (2022)
- All You Pretty Things (2022)

## DVD
- Too Close For Comfort Tour Film (2006)
- A Big Night In With Darren Hayes (2006)
- The Time Machine Tour (2008)
- This Delicate Film We’ve Made (2008)